# フィーバーパワフル
『フィーバーパワフル』とは、1992年8月に登場したパチンコ台である。製造元は東京都渋谷区に本社を置く株式会社SANKYO。同社初の液晶画面搭載のパチンコ台で、画面分割による9マス8ラインにより様々なラインでリーチが掛かる斬新なゲーム性や「夢夢ちゃん」という愛らしいキャラクターから大ヒットとなり、当時不振に喘いでいたSANKYOが一気にパチンコ界の頂点に上り詰めた。
その後、夢夢ちゃんの人気もあって1996年に『CRフィーバービッグパワフル』、2001年に『CRフィーバーワイドパワフル』、2003年に『CRフィーバーワンダーパワフル』、2005年に『CRフィーバーネオパワフル』、2006年に『CRフィーバーパワフルZERO』がシリーズとして登場。
また夢夢ちゃんはパチスロにも進出し、2004年に『ボンバーパワフル』、2005年には『夢夢ワールドDX』、2006年には『ナナカフェ』、2008年には『パワフルアドベンチャー』が登場している。

## 機種情報
『フィーバーパワフル』には仕様が異なる2種類（III：保留玉連チャン機、V:数珠連チャン機）がある。その内導入が多かった『フィーバーパワフルIII』という機種について述べる。
- 大当たり確率 1/240
- 賞球数 7&15
- ラウンド 16R
- カウント 10C
- 大当たり時出玉数（理論値） 2400玉

9分割されたマス、縦・横・斜めの8ラインのどこかに7が並ぶか、全部のマスにフルーツが出る（オールフルーツ）と大当たり。リーチアクションは1種類。大当たりの組み合わせは2237万946通り、全部のマスに7が出る（オールセブン）の出現率は約49億分の1といわれているが、実際は6億7千万分の1ほどで約8倍ほど出現率は高いとのこと。それでも簡単に見られるものではない。
大当たりサウンドは、7の大当たり・オールフルーツの大当たり・オールセブンの大当たりの3種類がある。オールセブンの大当たりの時は、16ラウンド終了後に大当たりサウンドのメドレー（7→オールフルーツ→オールセブンの順に2回ループ）が流れて（約3分間）大当たり終了となる。
大当たり後の保留玉2個目 - 4個目は確率が大幅に上がる（1/16）為、連チャンが期待できるうえ、2個目と3個目で当った連チャンの次の保留玉については1個目（前の保留玉の3または4個目にあたるため）から連チャンが期待できる。
「V」については、上記各項目については変化がないものの、大当たり終了後、中央ドラムを最終停止とする4ライン（とオールフルーツ）のリーチが外れるまで、内部抽選確率が1/80に上昇（3倍当たりやすい）するスペックとなっていた。
なお、『フィーバーパワフルIII』のセル（盤面）は4種類あり、当時の機種としては異例の多さだった。
なお、このほかにもいくつかの仕様があった。
- 『フィーバーパワフルII』（未発売）大当たり確率1/225、連チャン機能が弱性になっている。くぎの本数が異なる。絵柄配列が異なる（イチゴ図柄がない）。
- 『CRフィーバーパワフルII』（CR版）大当たり確率1/216（設定1）1/260（設定3）確変割合1/11（オールフルーツの当たりのみ確変突入）。確変中の大当たり確率は1/27（全設定共通）で、更に確変中の保留玉については、確変終了となる大当たり後16/27（保留玉1個に付き）の確率で保留玉連チャンに結びついた。また、アタッカーの関係（フィーバーレジェンドIと同じもの）で大当たり出玉がシリーズ中最も多い。セルは台湾版と共通。
- 『灸熱夢夢TI』 (FEVER POWERFUL TI)（台湾版）大当たり確率1/480、最大連続大当たり回数8回。大当たり時左右ラッキーナンバーランプで連続数の抽選を行い、停止した数字の回数だけ連続大当たり（1個目の保留玉で強制的に大当たり）する。なお、連続大当たり中はナンバーランプでカウントダウンして残り回数を表示する。ナンバーランプ「1」の大当たりが終了すると通常に戻る。なお、現在台北では市の条例によりパチンコは非合法となっているため、メーカーによる台湾版の供給もなくなっている。台中、台南などではパチンコ店は営業している。